# Talao
Talao (in greco antico: Ταλαός? Talaòs) è un personaggio della mitologia greca, uno dei re di Argo, figlio di Però e di Biante.

## Mitologia
Talao dal suo matrimonio con Lisimaca (o Lisianassa) generò Adrasto, Partenopeo, Mechisteo, Aristomaco, Pronace, Metidice ed Erifile. 

Adrasto e Mecisteo per tale discendenza sono indicati come i Talaionidi.

### Pareri minori
Secondo Apollonio Rodio partecipò alla spedizione degli argonauti ma nel mito non vi sono tracce significanti del suo ruolo in quelle avventure.